# Leftéris Nikoláou-Alavános
Elefthérios « Leftéris » Nikoláou-Alavános (grec moderne : Ελευθέριος «Λευτέρης» Νικολάου – Αλαβάνος), né le 7 février 1985 à Athènes, est un homme politique grec membre du Parti communiste de Grèce.

## Biographie
Il est élu député européen en 2019.